# Leichtathletik-Weltmeisterschaften 2017/Teilnehmer (Mauretanien)
| Gelbes Symbol für Goldmedaillen mit stilisierten Olympischen Ringen | Graues Symbol für Silbermedaillen mit stilisierten Olympischen Ringen | Braundes Symbol für Bronzemedaillen mit stilisierten Olympischen Ringen |
| ------------------------------------------------------------------- | --------------------------------------------------------------------- | ----------------------------------------------------------------------- |
| —                                                                   | —                                                                     | —                                                                       |

Von Mauretanien wurde ein Athlet für die Weltmeisterschaften in London nominiert.

## Ergebnisse

### Männer

#### Laufdisziplinen
| Athlet        | Disziplin | Vorlauf         | Vorlauf | Halbfinale | Halbfinale | Finale             | Finale             |
| Athlet        | Disziplin | Zeit            | Platz   | Zeit       | Platz      | Zeit               | Platz              |
| ------------- | --------- | --------------- | ------- | ---------- | ---------- | ------------------ | ------------------ |
| Mohamed Sambe | 5000 m    | 16:16,29 min PB | 39      |            |            | nicht qualifiziert | nicht qualifiziert |